# Авиаудар по сербскому пассажирскому поезду 12 апреля 1999 года
Взрыв поезда под Грделицой (серб. Напад на путнички воз у Грделичкој клисури) произошёл в понедельник 12 апреля 1999 года (это был второй день пасхальных праздников, которые отмечала Сербская православная церковь в этом году), когда две ракеты, выпущенные самолётом НАТО, попали в пассажирский поезд в то время, как он проходил через железнодорожный мост через реку Южная Морава в ущелье Грделица, примерно в 300 км к югу от Белграда в Сербии. В результате 14 мирных жителей, включая детей и женщин, были убиты и ещё 16 пассажиров получили ранения.
Авиаудар произошёл во время операции «Союзная сила», проводимой НАТО против Союзной Республики Югославия (СРЮ) и направленной на принуждение правительства СРЮ к прекращению военных действий в Косово. Кампания началась с ударов главным образом по военным целям, но в середине апреля акцент операции был изменён на стратегические и экономические цели, такие как транспортные артерии, в частности крупные мосты. Много жертв среди мирного населения было зарегистрировано в результате таких ударов, например в разрушенных домах, общественном транспорте, гостиницах и офисах.

## События
Авиаудар произошёл примерно в 11:40 часов по местному времени. Высокоточная ракета AGM-130, выпущенная самолётом F-15E Strike Eagle сил НАТО, попала в центр моста в тот момент, когда по нему проходил пассажирский поезд № 393, следовавший из Белграда в Ристовач. Ракета попала в поезд, причинив значительные повреждения, но не разрушила мост.
По словам генерала Уэсли Кларка, который был Верховным главнокомандующим Объединённых Вооружённых Сил в Европе в то время, поезд ехал слишком быстро и было слишком мало времени, чтобы среагировать. Первая ракета была выпущена на значительном расстоянии от цели, и, по утверждению генерала Кларка, пилот был не в состоянии увидеть поезд визуально. Понимая, что поезд повреждён, но полагая, что он всё ещё может завершить операцию и разрушить мост, по которому поезд уже прошёл, пилот затем сделал ещё один заход и выпустил вторую ракету. Она также попала в поезд. Кларк описал второй удар как «жуткий несчастный случай», в котором поезд продолжал находиться в зоне поражения, скрытый пылью и дымом от первого удара. У пилота было якобы менее одной секунды, чтобы среагировать. Видеозапись с фотопулемёта самолёта была обнародована НАТО.

## Резонанс
Инцидент вызвал немедленный резонанс в Сербии и за рубежом. Югославское государственное информационное агентство «Танюг» выпустило редакционную статью, в которой обвинило НАТО в выполнении этой атаки с целью «причинения страданий и уничтожения сербского народа». На пресс-конференции на следующий день после авиаудара, генерал Кларк заявил, что «это был несчастный случай, о котором все мы очень сожалеем» и «это один из тех печальных случаев, что происходят во время военных действий, и нам всем очень жаль, но мы делаем абсолютно всё, что мы можем сделать, чтобы избежать сопутствующих потерь». Заместитель министра обороны США Джон Хамре, сообщил Конгрессу США спустя несколько месяцев, что «мы никогда не хотели уничтожить поезд или убить его пассажиров. Мы действительно хотели разрушить мост, и мы сожалеем об этой случайности».
Немецкая Frankfurter Rundschau в январе 2000 года сообщила, что видео НАТО было показано с ускорением в три раза его реальной скорости, что даёт искажённое представление о происходящем. Пентагон и НАТО заявили на пресс-конференции, что ошибка в видеозаписи была результатом того, что видео ускоряют для того, чтобы оценить ущерб целям. Позднее расследование, проведённое Frankfurter Rundschau, пришло к выводу, что видео было ускорено в 4,7 раза.

## Расследование
Югославское правительство и некоторые западные правозащитные группы охарактеризовали удар как преступление. Другие правозащитные организации критиковали то обстоятельство, что нападение было продолжено после того, как поезд был поражён первым ударом. Организация Amnesty International утверждает, что нападение должно было быть прекращено, когда поезд был поражён, и что второй удар был нарушением принципа пропорциональности. В послевоенном докладе Amnesty International заявила по поводу инцидента:

Была нарушена статья 57 Протокола I, который требует, чтобы атака «была отменена или приостановлена, если становится ясно, что целью является не военный объект… или что нападение, как можно ожидать, вызовет случайные потери среди гражданского населения… которые были бы чрезмерны по отношению к конкретному и прямому военному преимуществу».— Amnesty International
Международный трибунал по бывшей Югославии (МТБЮ) в мае 1999 года создал специальный комитет для расследования преступлений против международного права, совершённых во время операции НАТО. В своём заключительном докладе прокурору трибунала, Карле дель Понте, Комитет высказал мнение, что нападение было пропорциональным:

По мнению комитета, мост был законной военной целью. Пассажирский поезд не был поражён преднамеренно. Лица, контролирующие удар, летчик или второй пилот, видели мост в течение очень короткого периода времени, и они увидели прибытие поезда в то время, как первая ракета была выпущена. В то время как поезд находился на мосту, расстояние между поездом и местом второго удара оценивалось в 50 метров… По мнению комитета, информация, находящаяся в его распоряжении, не даёт достаточных оснований для начала расследования— МТБЮ
Комитет разделился по вопросу о том, насколько адекватно экипаж себя вёл. Тем не менее, он вынес рекомендацию, что «удар по поезду в ущелье Грделица не должен быть расследован [прокурором]». A.P.V. Rogers прокомментировал это так, что комитет «рассмотрел первый ракетный удар и это были законные действия против военной цели, и вывод в том, что жертвы среди гражданского населения после этого удара не были непропорциональными, и что вторая ракета, выпущенная с самолёта, была следствием ошибки, совершённой в пылу момента».

## Последствия
Повреждённый мост был отремонтирован и вновь открыт в сентябре 1999 года. 12 апреля 2007 года состоялась церемония памяти жертв по случаю восьмой годовщины бомбардировки.